# Dear White People (série de televisão)
Dear White People (Brasil: Cara Gente Branca ) é uma série de televisão satírica americana baseada no filme de 2014 de mesmo nome. A produção foi encomendada pela Netflix e contará com dez episódios de 30 minutos cada. Justin Simien, diretor e roteirista do longa-metragem original, escreveu todos episódios da série e dirigiu o episódio-piloto. A primeira temporada foi lançada em 28 de abril de 2017.
Em 21 de junho de 2018, a série foi renovada para terceira temporada, que estreou em 2 de agosto de 2019.

## Enredo
A série acompanha um grupo de estudantes negros de uma importante universidade dos Estados Unidos, pertencente à Ivy League, cuja maioria dos alunos é branca. Dear White People retrata como esses personagens lidam com o racismo no campus da universidade. Depois de uma festa de Halloween, com a temática blackface, organizada por um grupo de alunos brancos, várias tensões raciais se desenrolam no ambiente acadêmico. São 10 episódios, cada um focando um dos personagens centrais, incluindo Sam White (Logan Browning), a criadora do programa de rádio que dá nome ao seriado.

## Elenco

### Principal
- Logan Browning – Samantha "Sam" White
- Brandon P. Bell – Troy Fairbanks
- DeRon Horton – Lionel Higgins
- Antoinette Robertson – Colandrea "Coco" Conners
- Marque Richardson – Reggie Green
- Ashley Blaine Featherson – Joelle Brooks
- John Patrick Amedori – Gabe Mitchell
- Wyatt Nash – Kurt Fletcher
- Giancarlo Esposito – Narrador

### Recorrente
- Jemar Michael – Al
- Jeremy Tardy – Rashid Bakr
- Ally Maki – Ikumi
- Nia Jervier – Kelsey Phillips
- Brandon Black – Pastor Kordel
- Caitlin Carver – Muffy Tuttle
- Brant Daugherty – Thane Lockwood
- Obba Babatundé – Reitor Fairbanks
- John Rubinstein – Presidente Fletcher
- DJ Blickenstaff – Silvio
- Nia Long – Neika Hobbs
- Francia Raisa – Vanessa
- Alex Alcheh – Milo

## Dublagem brasileira
Estúdio: BTI Studios

Direção: Rogério Cesar

Tradução: Nelson Forçan
| Personagem               | Dublador(a)      |
| ------------------------ | ---------------- |
| Samantha "Sam" White     | Fernanda Bullara |
| Troy Fairbanks           | Dado Monteiro    |
| Lionel Higgins           | Glauco Monteiro  |
| Colandrea "Coco" Conners | Priscila Franco  |
| Gabe Mitchell            | Rogério César    |
| Reggie Green             | Yuri Chesman     |
| Joelle Brooks            | Jussara Marques  |
| Narrador                 | Hélio Vaccari    |

## Recepção da crítica
A série causou polêmica nos Estados Unidos antes mesmo de sua estreia. Quando foi divulgado pela Netflix o teaser da produção, muitos americanos a acusaram de "apologia a violência contra brancos e de reduzi-los a estereótipos racistas". Dear White People recebeu 100% de aprovação no Rotten Tomatoes. A crítica estrangeira e brasileira tem elogiado a série, recebendo resenhas positivas, como a do Financial Times, "importante e astuta", e da Folha de S.Paulo, questões sobre o racismo explícitas "por um texto ágil que, apesar do proselitismo, entretém e faz pensar". Embora elogiada, muitos jornalistas observam a baixa repercussão da série ao grande público, se comparado a outra recente produção da Netflix, 13 Reasons Why. Isso é explicado, segundo análises feitas por militantes do movimento negro, pelos baixos investimentos em divulgação, realizados pela Netflix, para Dear White People, assim o engajamento do público não teve tanto apoio da mídia tradicional e das redes sociais.